# Augochlora holti
Augochlora holti är en biart som beskrevs av Cockerell 1927. Augochlora holti ingår i släktet Augochlora och familjen vägbin. Inga underarter finns listade.